# Don't Wanna Lose You
«Don't Wanna Lose You» (asimismo publicada en español como «Si voy a perderte») es una canción de la cantautora cubano-estadounidense Gloria Estefan, lanzada el 21 de junio de 1989 como el primer sencillo de Epic Records de su álbum debut como solista, Cuts Both Ways (1989). La canción fue escrita por Estefan y producida por su esposo, Emilio Estefan.

## Publicación y recibimiento
La canción, publicada en 1989, fue el primer sencillo del primer álbum de Estefan, Cuts Both Ways. Alcanzó el número uno en la lista Billboard Hot 100 de Estados Unidos, donde el sencillo fue certificado de oro.

## Nominaciones de «Don't Wanna Lose You»
La canción ganó un Grammy a la mejor interpretación vocal pop femenina .
También recibió un Premios American Music a la canción en solitario Pop/Rock favorita.

## Versiones internacionales de Estefan
Estefan también grabó "Si Voy A Perderte," el cual es la versión española de esta canción.
La canción en español fue incluida en el Cuts Both Ways, de los Hot Latin Songs de la cartelera.
"Se tenho que te perder", es la versión portuguesa de esta canción, y fue publicada como un sencillo en Brasil, y como pista de bonificaciones en las ediciones internacionales de Estefan.
La versión portuguesa fue menos exitosa que el original inglés, el cual acabó ser la cuarta canción más oída en radio brasileña en 1989.

### Lista de gráficos
| Listas                          | Posiciones |
| ------------------------------- | ---------- |
| US Billboard Hot 100            | 1          |
| US Billboard Adult Contemporary | 2          |
| US Billboard Hot Latin Tracks   | 1          |
| Australia (ARIA Singles Chart)  | 40         |
| Belgium (Vlaanderen)            | 5          |
| Belgium (Wallonie)              | 4          |
| Brazil                          | 4          |
| France                          | 40         |
| Germany                         | 41         |
| Netherlands                     | 5          |
| Ireland                         | 2          |
| Japan (Osaka)                   | 6          |
| Japan (Tokyo)                   | 3          |
| Poland                          | 10         |
| New Zealand                     | 18         |
| Sweden                          | 13         |
| United Kingdom                  | 6          |

### Certificaciones
| País           | Certificación |
| -------------- | ------------- |
| Estados Unidos | Oro           |

## Historial de lanzamiento
| Región         | Fecha               |
| -------------- | ------------------- |
| Estados Unidos | 21 de junio de 1989 |
| Japón          | 12 de julio de 1989 |
| Europa         | 13 de julio de 1989 |
| Reino Unido    | 13 de julio de 1989 |

## Versiones

### Glee
La canción fue interpretada en la serie Glee, por Amber Riley en el episodio "The Spanish Teacher", con algunas letras en español.

### Il Divo
Il Divo, el cuarteto vocal de cantantes masculinos; el tenor suizo Urs Bühler, el barítono español Carlos Marín, el tenor estadounidense David Miller y el cantante pop francés Sébastien Izambard, junto con el productor colombiano ganador de múltiples premios Grammy Latinos Julio Reyes Copello, grabaron la canción para el álbum Amor & pasión de Il Divo en 2015.